# IZombie
iZombie je americký kriminální televizní seriál, volně natočený na motivy stejnojmenného komiksu vydavatelství Vertigo ze skupiny DC Comics. Autory seriálu jsou Rob Thomas a Diane Ruggiero-Wright. Premiérově byl vysílán v letech 2015–2019 na stanici The CW, celkem vzniklo v pěti řadách 71 dílů.

## Příběh
Mladá doktorka Olivia Moore se zúčastní večírku na lodi, po kterém se stane zombií. Aby si zajistila dodávku lidských mozků pro svou potřebu, přijme novou práci jako patoložka na oddělení seattleské policie. Její tajemství odhalí její nadřízený Ravi Chakrabarti, který se stane jejím spojencem a důvěrníkem. Každým snědeným mozkem Liv dočasně získává osobnostní rysy a zlomky vzpomínek mrtvého, které jí ukazují stopy k tomu, jak oběť zemřela. Proto začne pomáhat detektivu Babineauxovi v řešení vražd. Zároveň pátrá po dalších zombiích ve městě, snaží si srovnat svůj život (rozchod se snoubencem Majorem), chce zjistit, co se na onom večírku skutečně stalo a proč se sama stala nemrtvou, a společně s Ravim hledají lék, který by ji a ostatní zombie vyléčil. Druhá řada je zaměřena na souboj s mocným protivníkem – společností vyrábějící energetický nápoj Max Rager, která je částečně zodpovědná za šíření zombie viru. Ve třetí sérii naopak společnost Fillmore-Graves shromažďuje zombie ze Seattlu a chystá pro ně izolované město, kde by mohly žít bez obavy z prozrazení nebo vyhlazení. K tomu dojde na konci této sezóny, ve čtvrté řadě je z (Nového) Seattlu uzavřené město, kde vládne polovojenská organizace Fillmore-Graves, která se snaží zajistit, aby lidé a zombie žili pospolu. Závěrečná pátá série se věnuje útokům, jež provádí radikální zombie i lidé, kteří chtějí ty druhé vyhladit. Osud Seattlu je navíc řešen i Pentagonu, Liv a Ravi ale nadále pátrají po účinném léku, který by zombie změnil zpět na lidi.

## Obsazení

### Hlavní role
- Rose McIver jako Olivia „Liv“ Moore
- Malcolm Goodwin jako detektiv Clive Babineaux
- Rahul Kohli jako doktor Ravi Chakrabarti
- Robert Buckley jako Major Lilywhite
- David Anders jako Blaine „DeBeers“ McDonough
- Aly Michalka jako Peyton Charles (3.–4. řada, jako host v 1. a 2. řadě)
- Robert Knepper jako Angus McDonough (4. řada, jako host ve 2. a 3. řadě)
- Bryce Hodgson jako Donald „Don E.“ Everhart (5. řada, jako host v 2.–4. řadě) a jako Scott „Scott E.“ Everhart (jako host v 1. a 5. řadě)

### Vedlejší role
- Jessica Harmon jako agentka Dallas „Dale“ Bozzio
- Leanne Lapp jako Rita Du Clark
- Robert Salvador jako detektiv Cavanaugh
- Kurt Evans jako Floyd Baracus
- Andre Tricoteux jako Chief
- Steven Weber jako Vaughn Du Clark

## Produkce
Postavu prokurátorky Peyton Charles měla původně hrát Alexandra Krosney. Byla však přeobsazena, roli získala Aly Michalka a postava byla z hlavních přeřazena mezi vedlejší. Ve třetí řadě seriálu byla Peyton Charles uvedena mezi hlavní postavy. Do kategorie hlavních byla ve čtvrté sérii zařazena i postava Blaineova otce Anguse, ztvárněná Robertem Knepperem.

## Vysílání
| Řada | Díly | Premiéra v USA  | Premiéra v USA  |
| Řada | Díly | První díl       | Poslední díl    |
| ---- | ---- | --------------- | --------------- |
| 1    | 13   | 17. března 2015 | 9. června 2015  |
| 2    | 19   | 6. října 2015   | 12. dubna 2016  |
| 3    | 13   | 4. dubna 2017   | 27. června 2017 |
| 4    | 13   | 26. února 2018  | 28. května 2018 |
| 5    | 13   | 2. května 2019  | 1. srpna 2019   |

První, třináctidílná řada seriálu byla vysílána na stanici The CW ve druhé polovině televizní sezóny 2014/2015, pilotní díl měl premiéru 17. března 2015. Druhá řada se na amerických obrazovkách objevila na podzim 2015, přičemž k původně 13 dohodnutým epizodám si stanice v listopadu téhož roku přidala dalších šest dílů. Dne 11. března 2016 ohlásila stanice The CW objednání třetí, třináctidílné řady seriálu, jejíž první epizoda měla premiéru 4. dubna 2017. Čtvrtou řadu získal seriál v květnu 2017, její vysílání bylo zahájeno 26. února 2018. V květnu 2018 byla ohlášena pátá série, která byla krátce poté označena za poslední řadu seriálu. Její úvodní díl byl odvysílán 2. května 2019 a závěrečná epizoda celého seriálu se na obrazovkách objevila 1. srpna 2019.